# Jon Folkman
Jon Hal Folkman (* 8. Dezember 1938 in Ogden (Utah); † 23. Januar 1969) war ein US-amerikanischer Mathematiker.
Folkman war 1960 Putnam Fellow und studierte Mathematik an der Princeton University, an der er 1964 bei John Milnor mit einer Dissertation in Topologie (Equivariant maps of spheres into the classical groups) promoviert wurde. Danach war er Mathematiker bei der Rand Corporation. Er erkrankte Ende der 1960er Jahre an einem Gehirntumor, wurde trotz des fortgeschrittenen Tumorstadiums zunächst erfolgreich operiert (Paul Erdős und Ronald Graham besuchten ihn gleich nach der Operation und testeten ihn mit mathematischen Problemen, die er gut löste), bekam danach aber Depressionen und beging  Suizid.
Er ist für bedeutende Beiträge zur Kombinatorik bekannt, wobei er topologische Methoden anwandte. Nach ihm (und Lloyd Shapley)  ist das Shapley-Folkman-Lemma in der konvexen Geometrie benannt, das unter anderem Anwendung in den Wirtschaftswissenschaften findet. 1967 konstruierte er den kleinsten semi-symmetrischen Graph, der später nach ihm benannt wurde (Folkman Graph). Er gehört zu den Begründern der Theorie orientierter Matroide, postum 1978 mit James (Jim) Lawrence veröffentlicht.